# Serenad
Serenad of wel Lindagull lilla is een compositie van Hugo Alfvén. Het is een lied geschreven voor een manlijke zangstem begeleid door a capella mannekoor. Alfvén gebruikte een gedicht van Berthel Gripenberg, dat begint met de regels Lindagull, Lindagull lilla. De naam Lindagull (lilla betekent klein) is weer ontleend aan een verhaal van Zacharias Topelius. In het verhaal is Lindagull een prinses aan het hof van Shah Nadir in oud-Perzië. Lindagull, zo wordt uitgelegd in het verhaal, is geen naam uit Perzië noch lijkt het goed uitspreekbaar in het Perzisch. Haar naam wordt verklaard uit het feit, dat zij afkomstig is van een Noordse vrouw, gekidnapt door Afrikaanse kapers en afgeleverd in Perzië.
Het lied is geschreven voor het koor waar Alfvén toen dirigent van was: Orphei Drängar. Alfvén dirigeerde dat koor en solist Knut Öhrström dan ook in de eerste uitvoering op 11 juni 1919 in Vänersborg. 

## Discografie
- Uitgave BIS Records: Orphei Drängar o.l.v. Robert Sund (opname 1993)